# Edna Politi
Edna Politi (Sidó, Líban, 1948) és una cineasta libanesa que ha realitzat principalment pel·lícules documentals. El més conegut tracta de dos temes diferents: la creació de l'Estat d'Israel, d'una banda; la música contemporània d'altra.

## Biografia
De nacionalitat libanesa, Edna Politi va emigrar a Israel i després a Berlín. És llicenciada en Història de l'Art i en Història Islàmica per la Universitat Hebrea de Jerusalem. Es va formar en producció cinematogràfica a la Deutsche Film- und Fernsehakademie de Berlín. Va marxar d'Alemanya per viure entre París i Ginebra, i col·labora amb la Télévision suisse romande, per la qual va dirigir diversos documentals del 1985 al 1989. El 1993 va fundar Contrechamps Productions.

## Filmografia
- 2008 : Kurtàg - Fragments – First of Three Parts : pel·lícula sobre el compositor György Kurtág.[1]
- 2001 : Paul Sacher, portrait du mécène en musicien.[1]
- 1997 : Ombres – Autour du «Concerto pour violon – Hommage à Louis Soutter» de Heinz Holliger.[1] Va obtenir el Gran Premi per la Qualitat de la Imatge, UNESCO Paris 1997.[2]
- 1992 : Le Quatuor des Possibles[1] Va obtenir el Golden Gate Award al Festival Internacional de Cinema de San Francisco 1993, el Gran Premi Praga d'Or 1993 i el premi del documental al Festival de Mannheim 1993.[2]
- 1989 : Medea-Medea.[1]
- 1985 : Hanjo-Hanjo.[1]
- 1984 Luciano Berio, folklore privé.[1]
- 1983 : Anou Banou ou les Filles de l'utopie;[1] disponible online a vimeo
- 1983 : Venues d'ailleurs.[1]
- 1980 : Comme la mer et ses vagues[1] (única obra de ficció seva).
- 1974 : [https://vimeo.com/210604103/fe8a827855 Pour les Palestiniens, une Israélienne témoigne;[1] disponible online a vimeo.

## Pour les Palestiniens, une Israélienne témoigne(1974)
Edna Politi, directora d'aquesta pel·lícula, és presentada com a "cineasta compromesa" per Janine Euvrard. Segons el crític de cinema Gérard Grugeau, és una de les primeres cineastes a portar la qüestió palestina a la pantalla.

## Anou Banou ou les Filles de l'utopie(1983)
Aquesta pel·lícula traça "la història d'Israel des dels inicis del sionisme fins als nostres dies, vista per dones que van ser dels primers fundadors del kibbutz". En la seva anàlisi de la història del documental israelià, Yael Munk compta amb Edna Politi entre les documentalistes que han donat una nova inflexió a aquest gènere cinematogràfic a Israel, ajudant a obrir-lo més a l'alteritat i a “feminitzar-lo”. »(Munk es col·loca aquí en el marc dels estudis de gènere).

## Le Quatuor des possibles(1992)
El Quatuor des possibles està centrat en « el Quatuor Fragmente-Stille an Diotima de Luigi Nono rodat a Royaumont (i a Venècia) amb el Quatuor Arditti ». Veiem l'Arditti analitzant la partitura, "intentant abordar el seu misteri mitjançant la interpretació i la reflexió sobre les cites de Hölderlin formulades per Nono com a indicacions de joc".